# Berufsbegleitendes Studium
Ein berufsbegleitendes Studium ist in der Regel ein duales Studium, bei dem der Student während der ganzen Ausbildung in einem Beschäftigungsverhältnis steht bzw. eine eigenständige Berufstätigkeit ausübt. Gleichzeitig wird ein akademischer Grad erworben.
Durch die Organisationsform ist gewährleistet, dass die Ausbildungsinhalte gleich in die Praxis umgesetzt werden können. Ein weiterer Vorteil des berufsbegleitenden Studiums ist, dass der Arbeitgeber des Studenten diesen meistens direkt nach Abschluss des Studiums übernimmt, da er viel in dessen Ausbildung investiert hat.

## Abgrenzung
Nicht jedes berufsbegleitende Studium ist ein duales Studium im Sinne der von den Hochschulministerien der Bundesländer und der Hochschulrektorenkonferenz (HRK) festgelegten Kriterien. Einige Hochschulen bieten berufsbegleitende staatlich anerkannte und akkreditierte Bachelor- und Masterstudiengänge an, die ein Berufs- oder Ausbildungsverhältnis der Studierenden zwingend voraussetzen aber keine besonderen studienintegrierte Praxismodule vorsehen. Die Studenten erbringen den Praxisnachweis durch ausgewählte Projektarbeiten im eigenen Unternehmen oder in der Hochschule.
Ohne akademischen Abschluss, jedoch ebenfalls berufsbegleitend, werden Lehrgänge und Weiterbildungen angeboten. Dazu zählen beispielsweise ausbildungs- und/oder berufsbegleitende Lehrgänge (umgangssprachlich oft als „Studium“ bezeichnet), die mit einem schuleigenen Diplom abschließen, sowie Sommerakademien. Dies ist oft der Fall, wenn die entsprechenden Institute die Kosten der Akkreditierung scheuen oder aus verschiedenen Gründen keine offizielle Akkreditierung erwarten können.
Eine besondere Form berufsbegleitender Studien sind postgraduale Weiterbildungen, die sich ausschließlich an Personen mit abgeschlossenem Hochschulstudium und einer qualifizierten beruflichen/fachlichen Expertise richten. Solche Programm-Angebote gibt es vor allem in der Medizin und der Zahnmedizin. Sie werden in der Regel in Kooperation mit den zuständigen Ärzte- und Zahnärztekammern bzw. mit den entsprechenden Fachverbänden von staatlich anerkannten und akkreditierten Hochschulen und internationalen Universitätsnetzwerken, wie zum Beispiel der luxemburgischen DTMD University for Digital Technologies in Medicine and Dentistry angeboten und schließen in der Regel mit einem [M.Sc.] ab. Postgraduale Masterstudien fallen nicht in den Bereich des Bologna-Prozesses, sondern werden nach den Vorgaben des Brügge-Kopenhagen-Prozesses der EU-Kommission durchgeführt und gewährleisten damit eine stringente Durchlässigkeit von Stufe 4 (vor allem 3- und 3 ½-jährige duale Berufsausbildung, landesrechtlich geregelte Berufsausbildungen, bundesrechtliche Ausbildungsregelungen für Berufe im Gesundheitswesen und in der Altenpflege) bis hin zu Stufe 8 (Promotion) des  Europäischen Qualifikationsrahmens (EQR).

## Struktur
Das berufsbegleitende Studium kann unterschiedlich strukturiert werden:
- Abendstudium: Der Unterricht findet zum größten Teil am Abend, in einigen Fällen auch samstags im Ausbildungsinstitut statt und bietet vielen Berufstätigen so eine Möglichkeit, sich weiter zu qualifizieren. Lehrveranstaltungen schließen sich direkt an den Arbeitstag des Teilnehmers an. Die Vorteile dieser Variante sind ein vorlesungsfreies Wochenende und verkürzte Vorlesungszeiten.
- Wochenendstudium: Bei einem Wochenendstudium finden Lehrveranstaltungen freitags und Samstag in längeren Zeitblöcken statt und bieten so die Möglichkeit eines kompakten und intensiven Studiums am Wochenende und ausreichend zeitliche Flexibilität am Abend während der Arbeitswoche.
- Auslandssemester: Je nach Studium und Flexibilität des ausgeübten Berufes kann innerhalb des Studiums ein Auslandssemester durchgeführt werden (duale-internationale Ausbildung), in dem durch die Arbeit in einem ausländischen Betrieb oder durch ein Semester an einer ausländischen Universität Auslandserfahrungen gesammelt und interkulturelle Kompetenzen erworben werden können.
- Sommerakademie (Summer School): Zusätzlich zum Beruf  kann der Teilnehmer eine Sommerakademie besuchen. Unter Sommerakademien werden Bildungsveranstaltungen zu unterschiedlichen Themen und für unterschiedliche Zielgruppen zusammengefasst, die in einem zeitlich eng begrenzten Rahmen stattfinden und der beruflichen und privaten Fort- und Weiterbildung ohne einen qualifizierten Abschluss dienen.
- Zunehmend finden sich Studienangebote, die methodisch als Fernstudium mit E-Learning-Elementen bzw. als Blended Learning organisiert sind. Ein Nachteil bei reinen Fernstudiengängen ist die hohe Abbrecherquote.

## Anerkennung
Laut einer Studie der Hochschule Fresenius unter 1.690 zufällig ausgewählten Unternehmen machen die meisten Personalabteilungen zwischen Absolventen eines berufsbegleitenden Studiums und eines Vollzeitsstudiums keinen Unterschied. 68 Prozent der befragten Personalverantwortlichen gaben an, dass die Studienform keinen Einfluss auf die Entscheidung zu Gunsten eines Bewerbers hätte. 17 Prozent der Befragten würden Absolventen eines berufsbegleitenden Studiums bevorzugen, 4 Prozent Absolventen mit Vollzeitstudium.